# Bröderna Hedlund

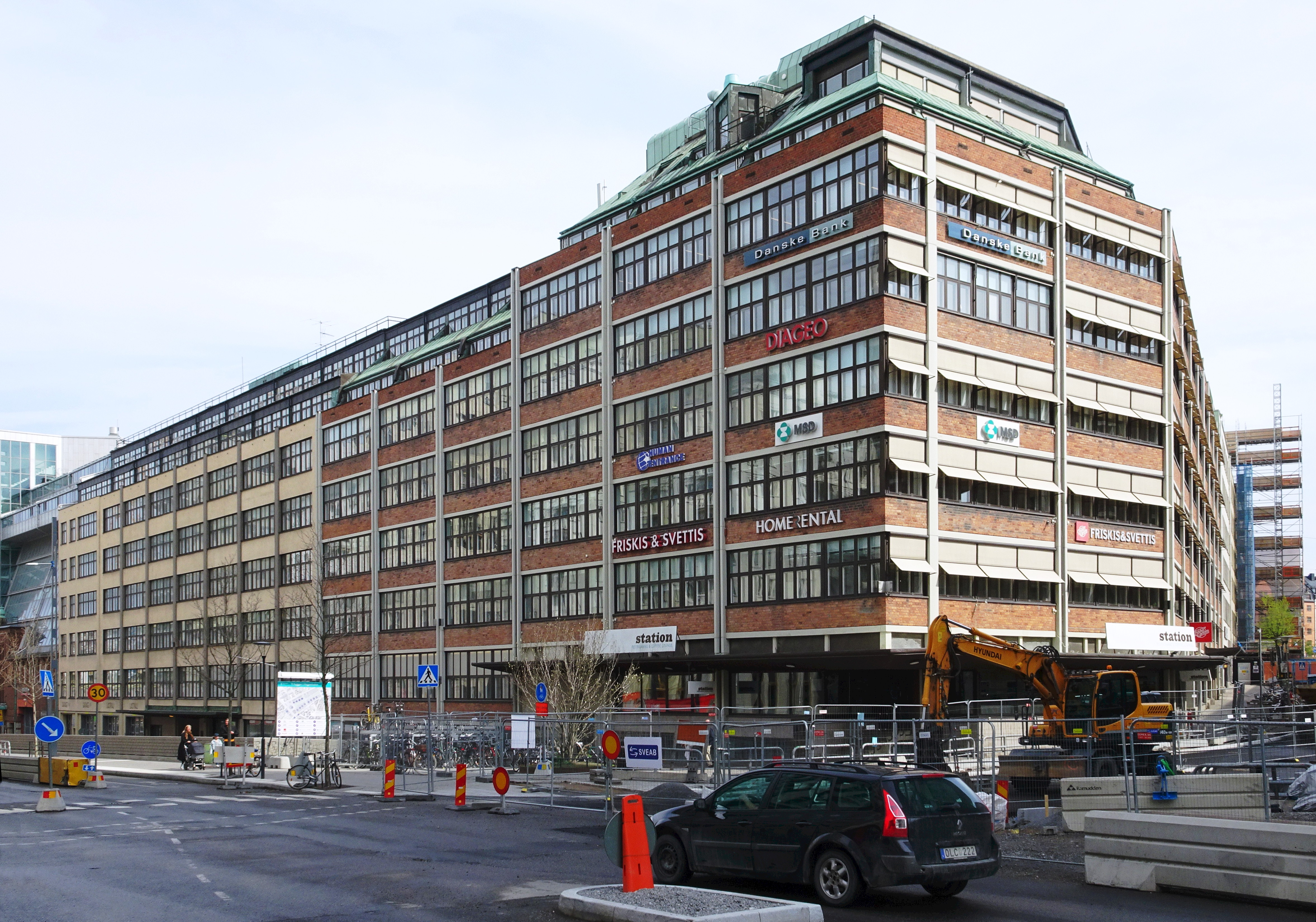
Före detta Bröderna Hedlunds kontors- och industrihus vid Norra stationsgatan.

AB Bröderna Hedlund var en stålbyggnadsfirma i Stockholm som grundades 1911 av bröderna Petrus och Jonatan Hedlund.

## Historik

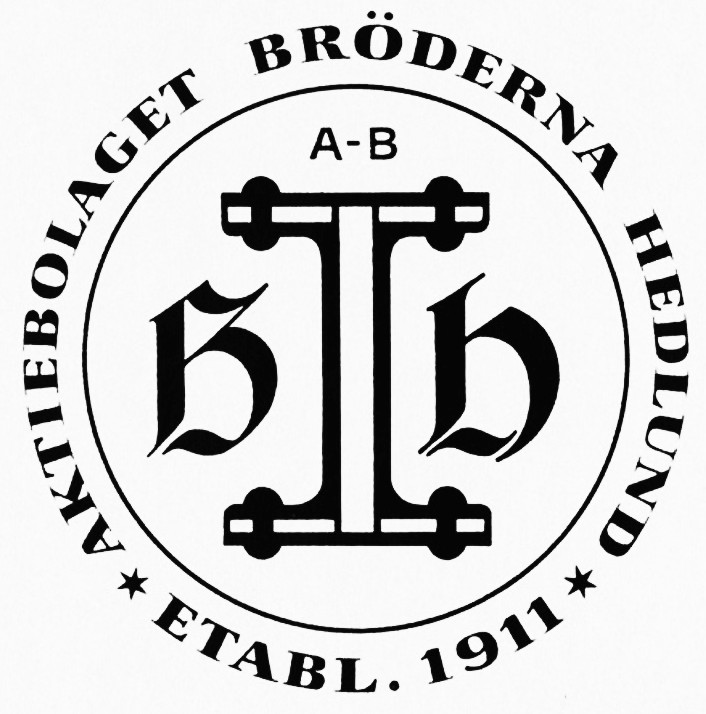
Företagets första logo.

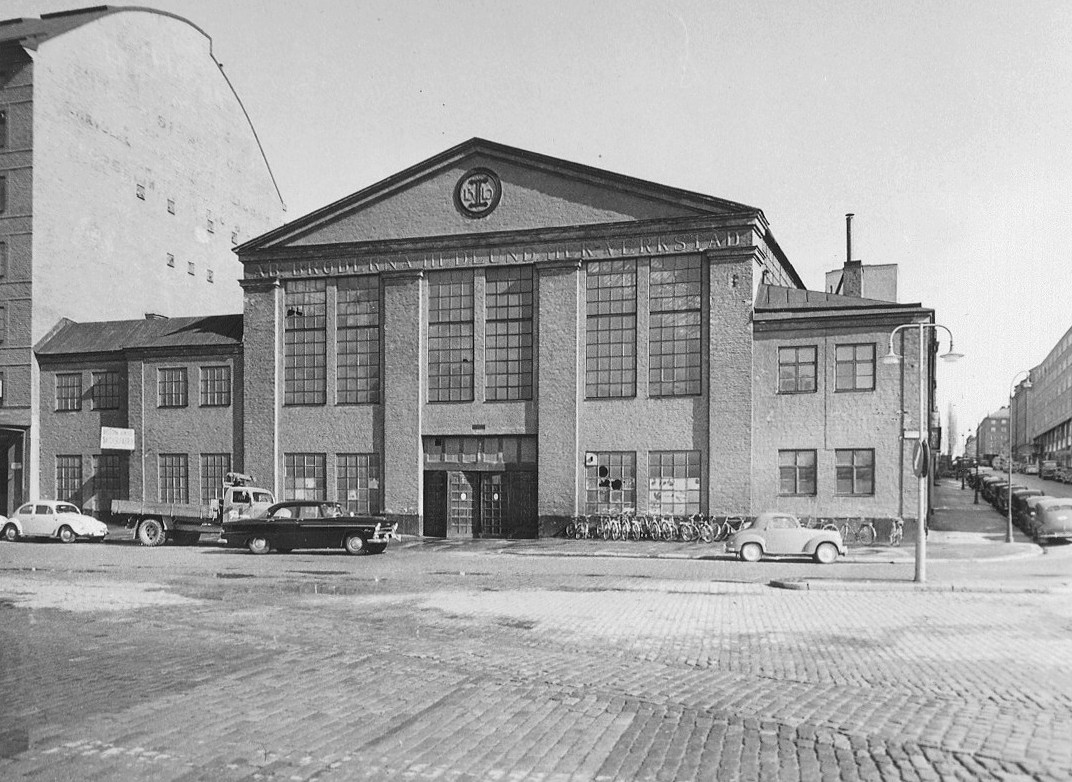
Bröderna Hedlunds anläggning i kvarteret Härden, Stockholm.

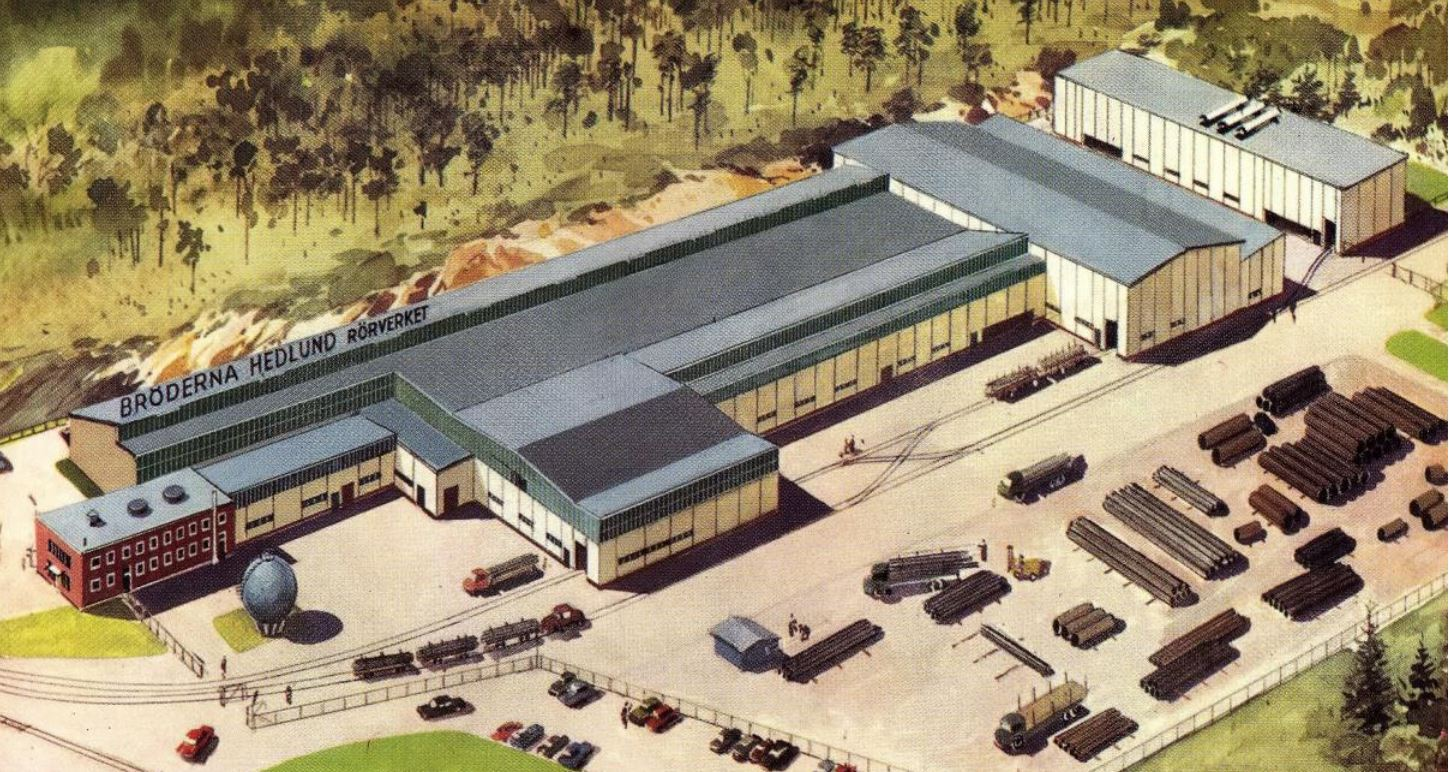
Bröderna Hedlunds Rörverk i Jordbro.

Bröderna Hedlund sysslade till en början med ornaments- och byggnadssmide i liten skala, men då man i Sverige började bygga större hus, såsom kontor, affärer, hallar med mera, övergick snart Bröderna Hedlund till grovsmide och tillverkning av stålkonstruktioner till byggnader och anläggningar, vilket skulle bli huvudverksamheten. 1913–1914 levererade man ca 400 ton stål till utbyggnaden av Stockholms stads vattenverk i Norsborg.
Leveransen av dammluckorna till vattenkraftverket i Untra vid Dalälven i Uppland 1912–1918 var Bröderna Hedlunds första uppdrag för vattenkraftsindustrin. Broklaffarna mellan Lilla och Stora Essingen var det första broarbetet. Men även mycket annat smide såsom stolpar och fackverksmaster tillverkades. Hedlund fick bland annat ansvaret för allt stål till Stockholms Stadsbibliotek, Konserthuset Stockholm, Wenner-Gren Center samt leverans och montering av nuvarande Katarinahissen vid Slussen.
Bröderna Hedlund låg ursprungligen i Vasastan där man i kvarteret Härden vid Norra stationsgatan på 1920-talet lät uppföra en stor verkstadshall (revs 1958 för Siemenshuset). År 1942 flyttad man till Södra Hammarbyhamnen. 1946 hade företaget omkring 330 anställda. Samma år började man uppföra sitt stora kontors- och industrihus på fastigheten Blästern 6 vid Norra Stationsgatan 75–77.
År 1961 köptes AB Bröderna Hedlund av Grängesbergskoncernen och blev ett dotterbolag under namnet Gränges Hedlund. Bröderna Hedlund hade året innan börjat bygga ett stort rörverk i nuvarande Jordbro industriområde (se Bröderna Hedlunds Rörverk). Samtidigt hade Grängesbergsbolaget fått en stor order på svetsade rör åt den sovjetiska oljeindustrin. Eftersom bolaget inte hann att bygga upp ett eget rörverk förvärvade man Bröderna Hedlund tillsammans med den nya fabriken i Jordbro. 1986 såldes Gränges Hedlunds ståldivision till Finnboda AB för att redan 1988 säljas vidare till nybildade Götaverken Mekan AB.